# Polski Związek Felinologiczny
Polski Związek Felinologiczny – stowarzyszenie zrzeszające miłośników i hodowców kotów rasowych.  7 listopada 1995 roku PZF został wpisany do Krajowego Rejestru Sądowego pod numerem KRS 0000018378. W sierpniu 1996 roku PZF został przyjęty do World Cat Federation /WCF/. Od 1 stycznia 1997 r. podjęta została działalność statutowa stowarzyszenia.